# Springer Science+Business Media
Springer Science+Business Media (с англ. — «Шпрингер: наука и деловые медиа»), до 1999 года — Springer-Verlag (с нем. — «Издательство «Шпрингер»») — международная издательская компания, специализирующаяся на издании академических журналов и книг по естественно-научным направлениям (теоретическая наука, медицина, экономика, инженерное дело, архитектура, строительство и транспорт).

## Описание
В компанию на сегодня входят 70 издательских домов по всему миру с общим количеством работников более 5000 чел.; ежегодно издаётся свыше 1450 наименований журналов и 5000 книг, общий объём продаж в 2005a г. составил 838 млн €. Всё это делает компанию вторым по величине издательством в мире после Elsevier в области «STM» (science, technology, medicine — в переводе с англ. — «наука, технологии, медицина»)
В июле 2006 года на сайте https://link.springer.com было открыто хранилище электронных копий всех издаваемых компанией журналов — более 3 млн единиц хранения (однако доступ к нему является платным).
Эксклюзивный дистрибьютор переводных публикаций издательства «Наука».

## История
В 1842 году Юлиус Шпрингер (1817—1877) открыл в Берлине книжную лавку; вскоре было основано и издательство, специализировавшееся на политической и философской литературе, книгах по сельскому хозяйству, лесоводству, аптечному и инженерному делу. В 1881 году его сыновья Фердинанд и Фриц расширяют дело, начиная издавать книги по медицине, биологии, физике и химии, что и предопределяет дальнейшее направление работы компании вплоть до настоящего времени.
В 1917 году одно из подразделений компании публикует работу А. Эйнштейна по специальной и общей теориям относительности;
в 1920 году компания начинает издавать журнал Mathematische Annalen, одним из редакторов которого также был А. Эйнштейн.
После Второй мировой войны потомки Ю. Шпрингера начали восстановление компании;
контакты с академической общественностью позволили выйти на новые рынки.
В 1964 году компания открыла филиал в Нью-Йорке (США).
В 1999 году концерн «Bertelsmann AG» приобретает контрольный пакет в «Springer-Verlag», и последняя (наряду с другими издательствами) становится частью объединённой издательской группы «BertelsmannSpringer».
Впоследствии собственно компания «Springer Science+Business Media» была образована путём слияния издательских групп «BertelsmannSpringer» и голландской «Kluwer Academic Publishers» (после покупки их британскими инвестиционными группами «Cinven» и «Candover» в 2003 году).
В 2015 году в результате слияния с другими издательскими компаниями стала частью Springer Nature.

## Список журналов Springer, находящихся в свободном доступе

### Биомедицина и науки о жизни
- Algorithms for Molecular Biology
- Alzheimer’s Research & Therapy
- Annals of Clinical Microbiology and Antimicrobials
- Behavioral and Brain Functions
- BioData Mining
- Biological Procedures Online
- Biology Direct
- BMC Biochemistry
- BMC Bioinformatics
- BMC Biology
- BMC Cancer
- BMC Cell Biology
- BMC Chemical Biology
- BMC Developmental Biology
- BMC Ecology
- BMC Evolutionary Biology
- BMC Genetics
- BMC Genomics
- BMC Immunology
- BMC Medical Genetics
- BMC Medical Genomics
- BMC Microbiology
- BMC Molecular Biology
- BMC Neuroscience
- BMC Pharmacology
- BMC Pharmacology
- BMC Physiology
- BMC Plant Biology
- BMC Research Notes
- BMC Structural Biology
- BMC Systems Biology
- Breast Cancer Research
- Cancer Cell International
- Cell Communication and Signaling
- Cell Division
- Cerebrospinal Fluid Research
- Epigenetics & Chromatin
- EvoDevo
- Experimental & Translational Stroke Medicine
- Filaria Journal
- Frontiers in Zoology
- Genetic Vaccines and Therapy
- Genetics Selection Evolution
- Genome Biology
- Genome Integrity
- Genome Medicine
- Immunity & Ageing
- Immunome Research
- Infectious Agents and Cancer
- Journal of Biology
- Journal of Biomedical Science
- Journal of Circadian Rhythms
- Journal of Inflammation
- Journal of Molecular Signaling
- Journal of Negative Results in BioMedicine
- Journal of NeuroEngineering and Rehabilitation
- Journal of Neuroinflammation
- Journal of Translational Medicine
- Kinetoplastid Biology and Disease
- Lipids in Health and Disease
- Malaria Journal
- Mobile DNA
- Molecular Brain
- Molecular Cancer
- Molecular Cytogenetics
- Molecular Neurodegeneration
- Neural Development
- Oral and Maxillofacial Surgery (выходит с 1997 года)[1]
- Parasites & Vectors
- Particle and Fibre Toxicology
- Plant Methods
- Proteome Science
- Retrovirology
- Silence
- Source Code for Biology and Medicine
- Virology Journal

### Науки о Земле и Окружающей среде
- Applied Geomatics
- Carbon Balance and Management
- Environmental Health
- Geochemical Transactions
- Saline Systems